# Themba N. Masuku
Themba Nhlanganiso Masuku (7 de julho de 1950) é um político de Essuatíni. Foi primeiro-ministro interino no período entre 13 de dezembro de 2020 e 19 de julho de 2021. Era vice-primeiro-ministro de seu país desde 2018. Ele também serviu como vice-primeiro-ministro de 2008 a 2013.

## Biografia
Masuku nasceu em 7 de julho de 1950. Ele recebeu seu diploma de Mestre em Ciências da Universidade do Missouri.

## Carreira
Na década de 1990, ele ocupou vários cargos no governo da Suazilândia, incluindo Ministro da Agricultura e Cooperativas, Ministro do Planejamento Econômico e Desenvolvimento e Ministro das Finanças de 1996 a 1998. Em seguida, trabalhou com a Organização das Nações Unidas para Alimentação e Agricultura, como diretor dos escritórios de ligação em Genebra e, posteriormente, em Nova Iorque. Ele foi nomeado vice-primeiro-ministro em 2008 pelo rei Mswati III e serviu nessa posição até 2013, quando se tornou o administrador regional do distrito de Shiselweni.
Masuku retornou à sua posição como vice-primeiro-ministro quando o primeiro-ministro Ambrose Mandvulo Dlamini apresentou seu gabinete em novembro de 2018. Ele se tornou primeiro-ministro interino após a morte de Dlamini em 13 de dezembro de 2020.